# Kocher-Debré-Semelaigne-Syndrom
Das Kocher-Debré-Semelaigne-Syndrom ist eine seltene angeborene Erkrankung mit einer Kombination von Schilddrüsenunterfunktion und einer scheinbaren Muskelhypertrophie. Diese Pseudohypertrophie der Muskulatur wird durch die länger bestehende Hypothyreose verursacht.
Synonyme sind: Debré-Semelaigne-Syndrom; Muskelpseudohypertrophie – Hypothyreose; Hypothyreote Muskelhypertrophie des Kindes.
Die Namensbezeichnungen beziehen sich auf Beschreibungen durch den Schweizerischen Chirurgen Emil Theodor Kocher 1892, den deutschen Neurologen Johann Hoffmann 1896 sowie die französischen Kinderärzte Robert Debré und  Georges Semélaigne 1934.

## Verbreitung
Die Erkrankung tritt im Verhältnis 2:1 häufiger bei Mädchen auf.
Die Häufigkeit ist nicht bekannt.

## Ursache
Die Ursache der Muskel-Pseudohypertrophie ist nicht bekannt, es wird aber vermutet, dass sie Folge der langanhaltenden Hypothyreose ist. Die Hypothyreose kann angeboren oder erworben sein.

## Klinik
Die klinischen Veränderungen setzen  im Kindesalter ein, können aber auch bereits bei Neugeborenen oder Kleinkindern auftreten.
Im Vordergrund stehen Zeichen der Schilddrüsenunterfunktion, siehe Hypothyreose.
Hinzu kommt eine Muskelhypotonie vergesellschaftet mit einer Pseudohypertrophie insbesondere an den Extremitäten. Diese Muskeln weisen eine schwache und verlangsamte Kontraktionsfähigkeit auf.
Von der Pseudohypertrophie betroffen sind besonders die Muskeln der Extremitäten, des Schulter- und Beckengürtels, des Stammes, der Hände und Füße, wodurch ein athletischer Aspekt entsteht, daher auch der Eindruck eines Infant Hercules Syndromes.
Weiter findet sich bereits frühzeitig ein Myxödem.

## Diagnose
Die klinischen Zeichen führen in der Regel zur Diagnose.
Häufig findet sich eine erhöhte Aktivität der Creatin-Kinase im Serum.
Eine kongenitale Hypothyreose kann durch Neugeborenenscreening frühzeitig erfasst werden.

## Differentialdiagnose
Abzugrenzen ist das Hoffmann-Syndrom, bei welchem schmerzhafte Spasmen und eine Pseudomyotonie hinzu kommen.

## Therapie
Die Behandlung besteht in der Gabe von Schilddrüsenhormonen, dadurch ist eine Rückbildung auch der Muskelhypertrophie möglich.